# Not Alone
Not Alone (Português: Não sozinho) é uma canção do cantor Aram Mp3. Foi escolhido internamente para representar a Arménia no Festival Eurovisão da Canção 2014, em Copenhaga, na Dinamarca.
Foi a primeira canção a ser interpretada, na 1ª semi-final antes da canção da Letónia "Cake To Bake". Terminou a competição em 4.º lugar com 121 pontos, conseguindo passar à final.
Na final foi a sétima canção a ser interpretada na noite do festival, a seguir à canção da Roménia "Miracle" e antes da canção do Montenegro "Moj svijet". Terminou a competição em 4.º lugar (entre 26 participantes), tendo recebido um total de 174 pontos.